# Festival international du film d'animation d'Annecy 2019
Le Festival international du film d'animation d'Annecy 2019, 43e édition du festival, se déroule du 10 au 15 juin 2019. Le pays à l'honneur lors de cette édition est le Japon.

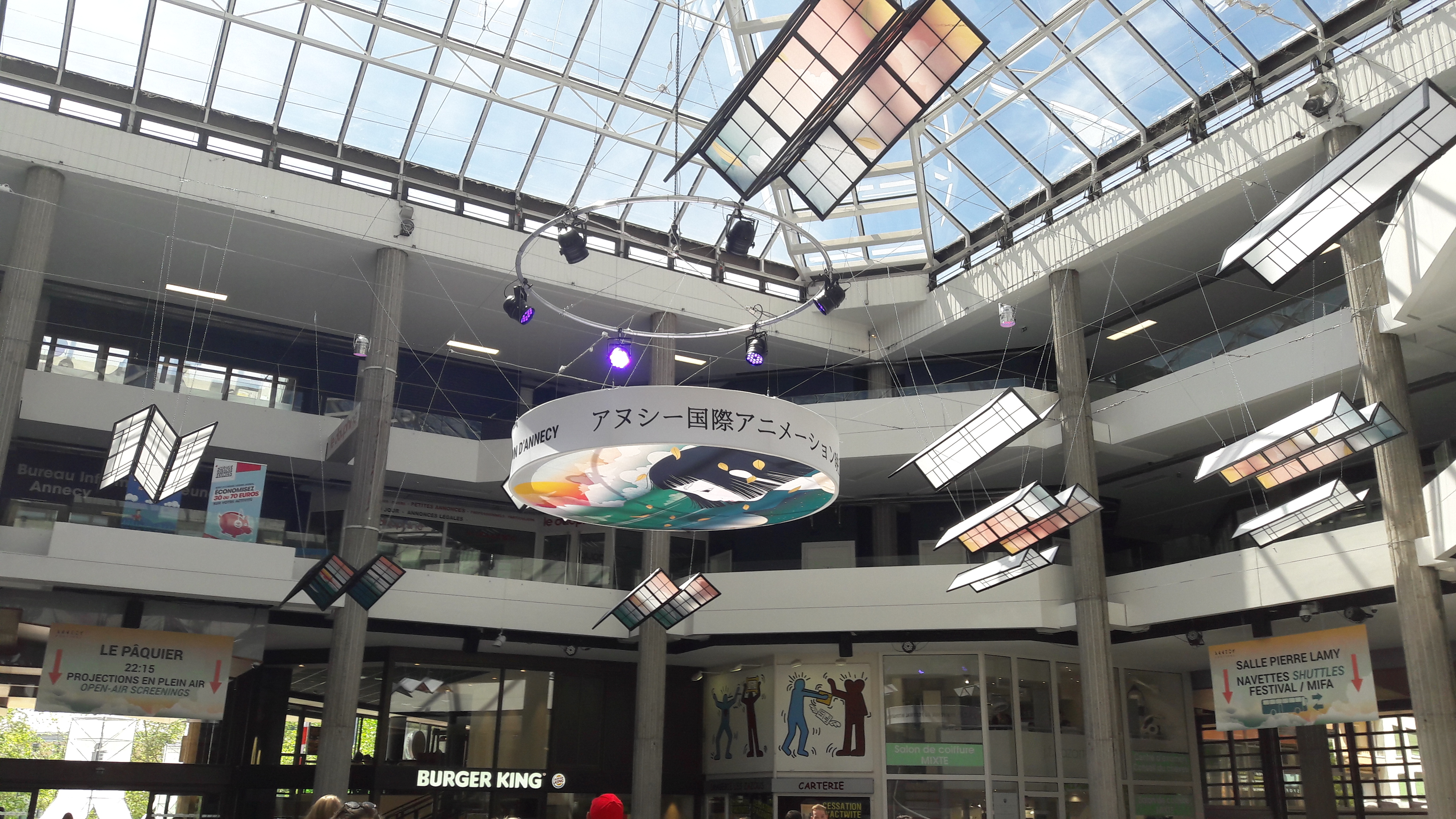
Le centre culturel Bonlieu décoré aux couleurs du Japon, pays à l'honneur lors de cette édition du festival.

Le 15 juin 2019, le palmarès est dévoilé : le court métrage Mémorable de Bruno Collet remporte le Cristal du court métrage et le prix du public, le long métrage J'ai perdu mon corps de Jérémy Clapin remporte le Cristal du long métrage et le prix du public.

## Jury

### Longs métrages
- Julie Gayet, productrice et actrice  France
- Yoshiaki Nishimura, fondateur du Studio Ponoc et producteur  Japon
- Nora Twomey, directrice artistique, animatrice, réalisatrice et productrice  Irlande

### Courts métrages
- Dimitri Granovski, journaliste  France
- Izabela Plucińska, réalisatrice et productrice  Pologne
- Koji Yamamura, réalisateur  Japon

### Films de télévision et de commande
- Jinko Gotoh, productrice  États-Unis
- Vrej Kassouny, directeur de ReAnimania Int. Animation Film & Comics Art Festival of Yerevan  Arménie
- Judith Nora, productrice  France

### Films de fin d'études et courts métrages Off-Limits
- Antonio Canobbio, vice-président et directeur de la création de Titmouse  États-Unis
- Dean DeBlois, auteur et réalisateur  États-Unis
- Virginia Mori, réalisatrice et illustratrice  Italie

### Contrechamp
- Anja Kofmel, réalisatrice et illustratrice  Suisse
- Sébastien Onomo, producteur  France
- Gerben Schermer, curateur en art contemporain et animation  Pays-Bas

## Intervenants

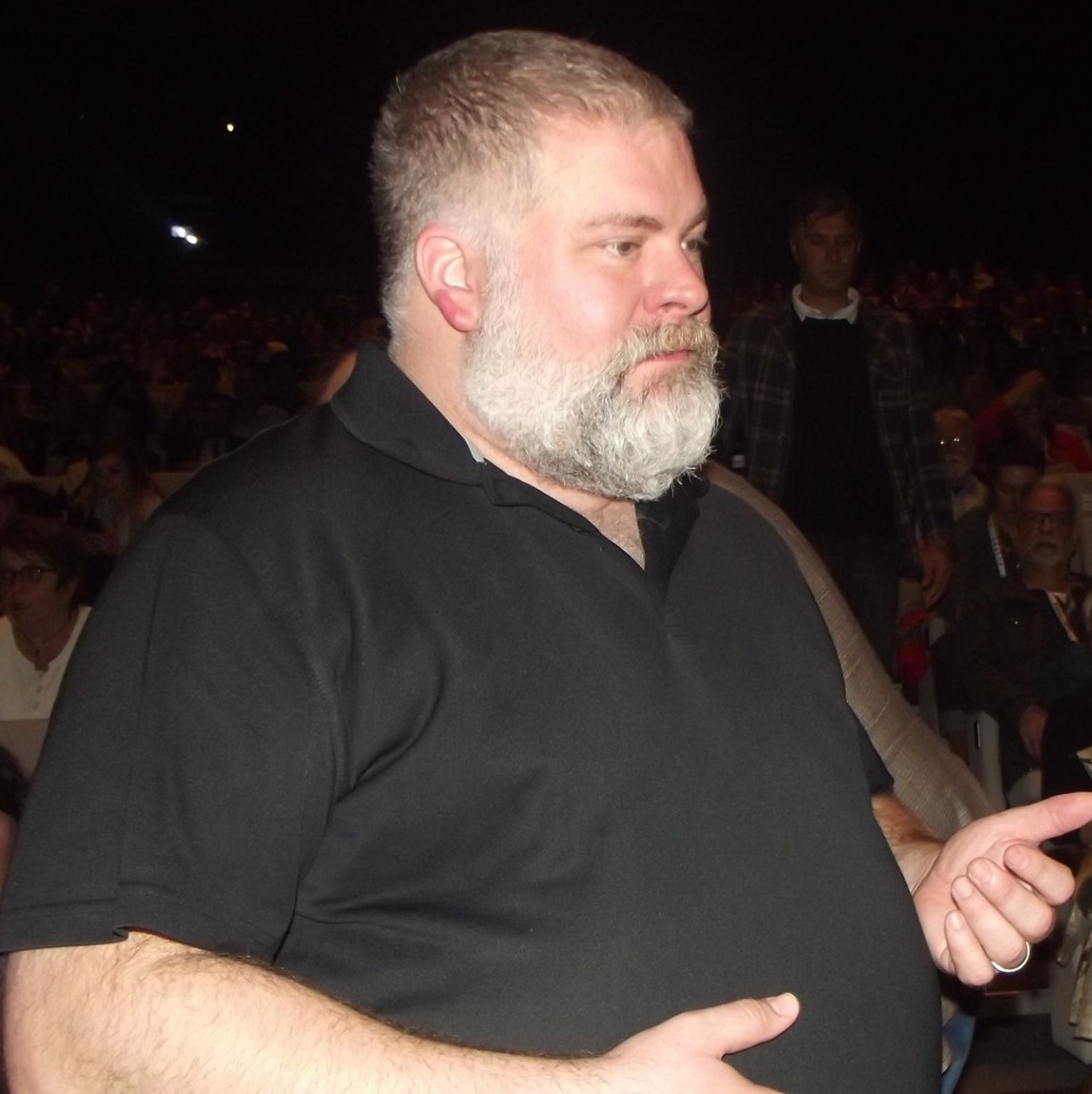
Dean DeBlois
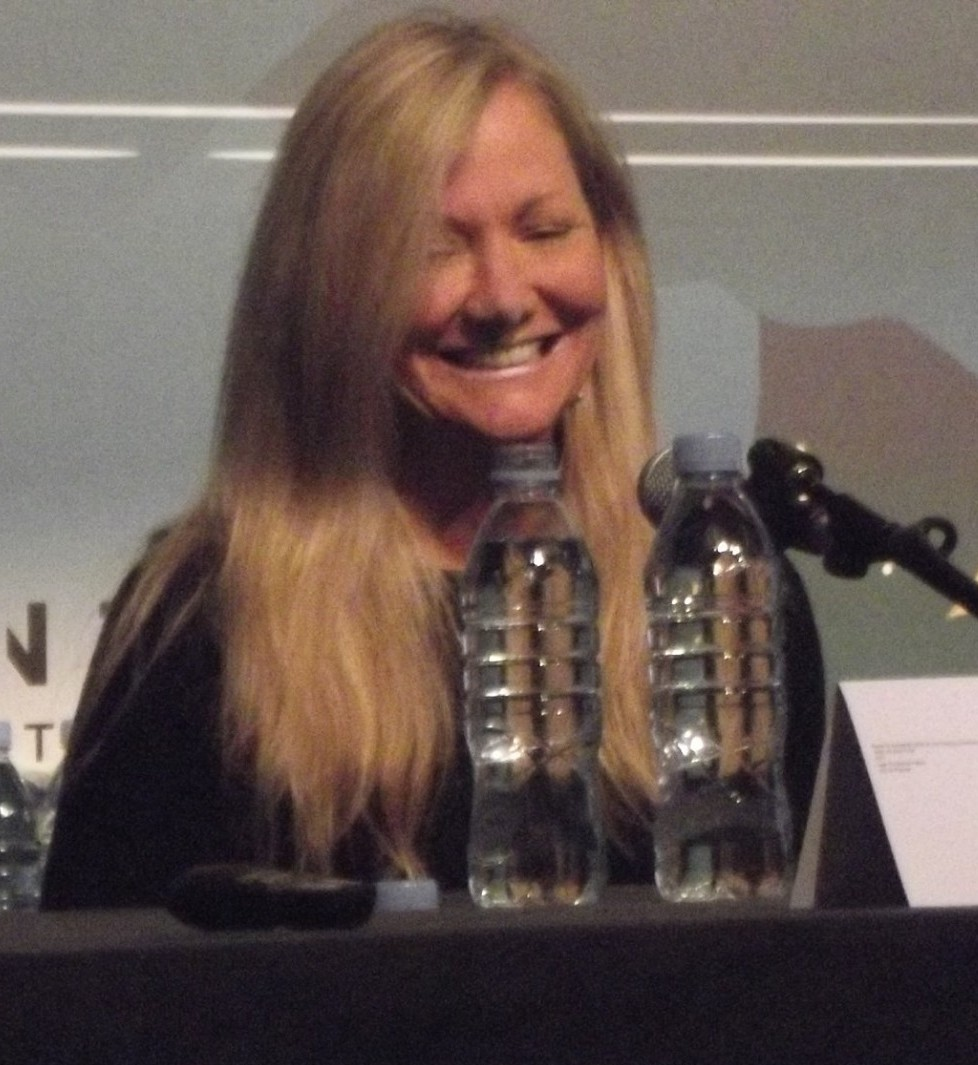
Jill Culton
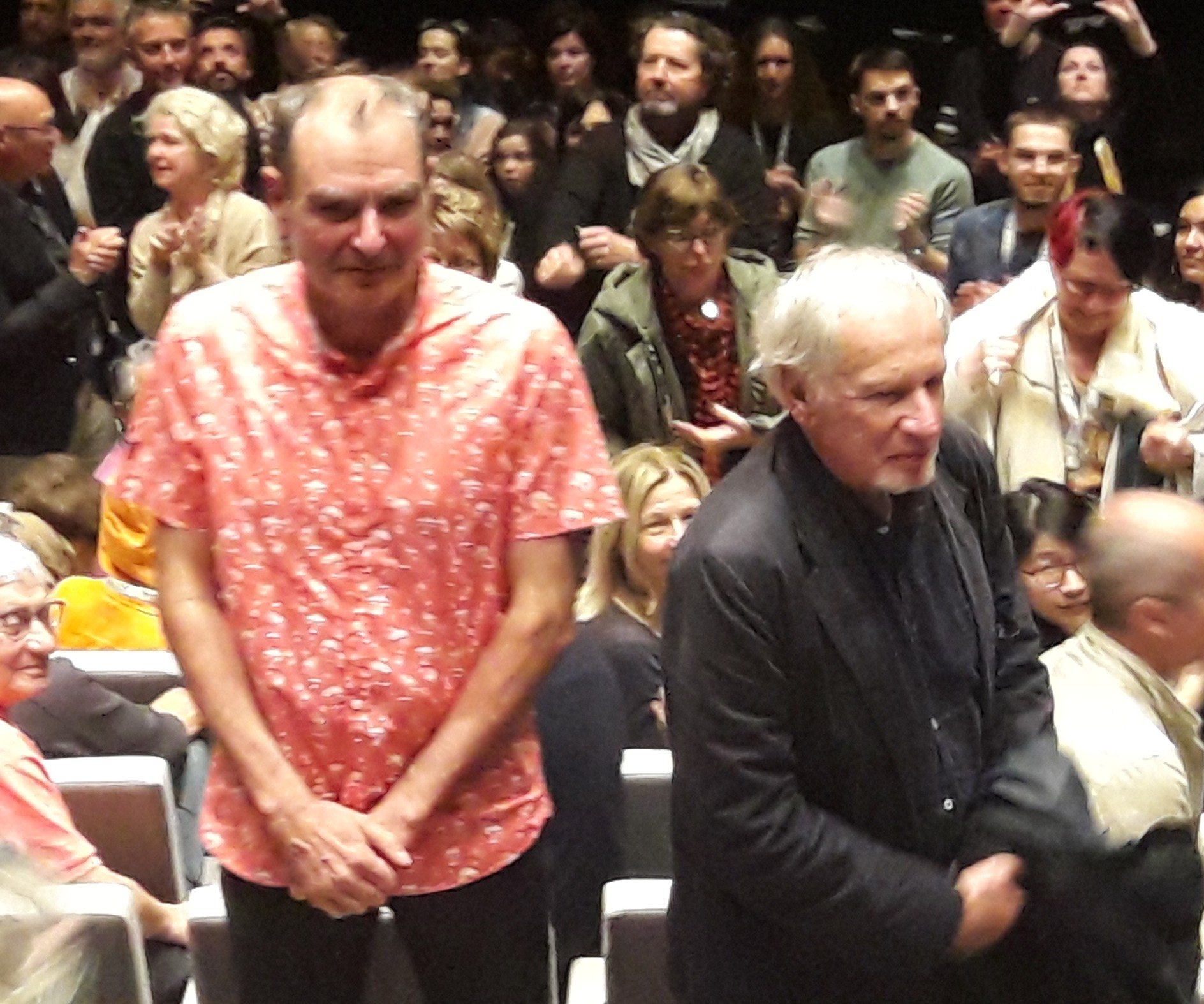
Xavier Picard et Jean-François Laguionie
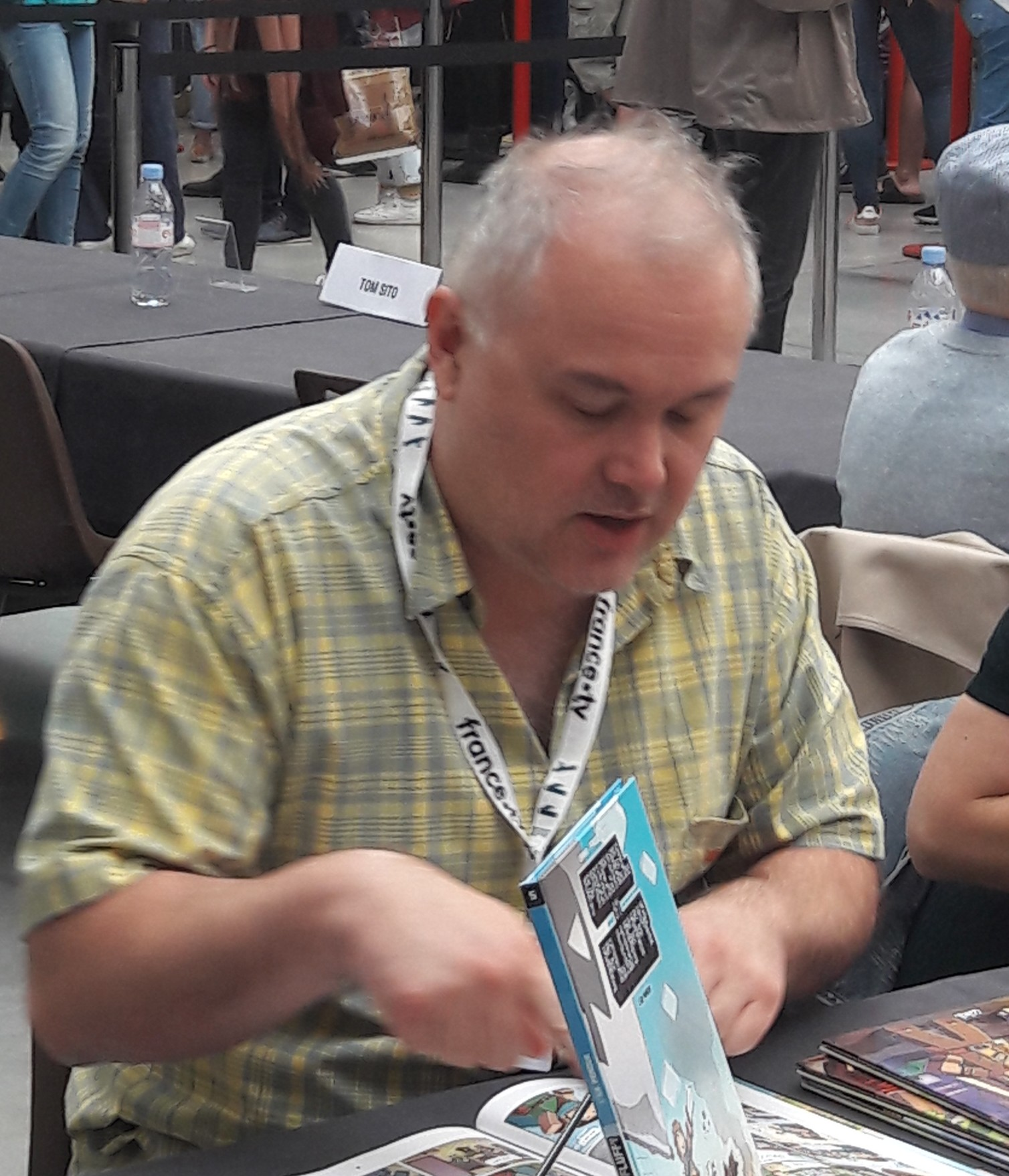
Jean-Christophe Derrien
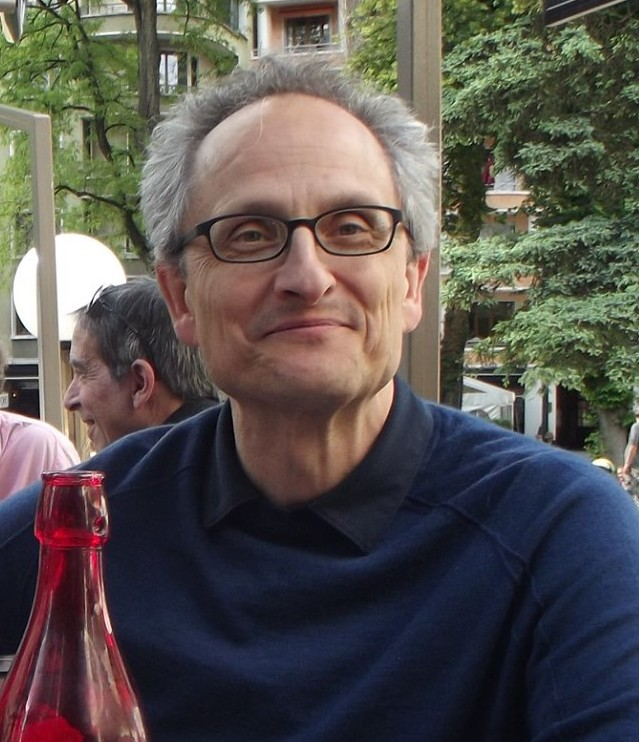
Jan Pinkava
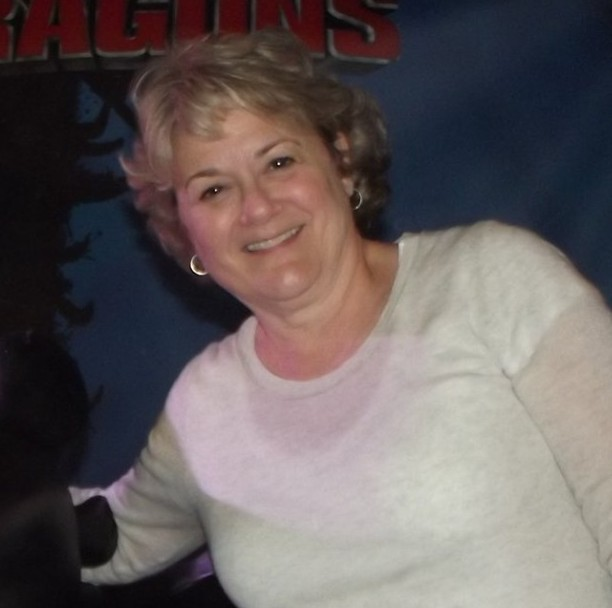
Bonnie Arnold
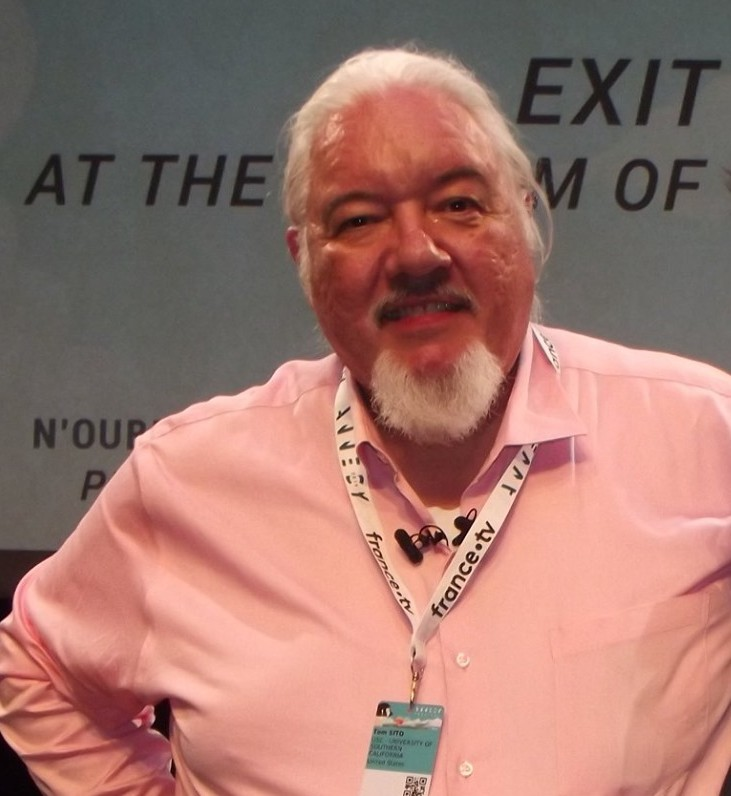
Tom Sito
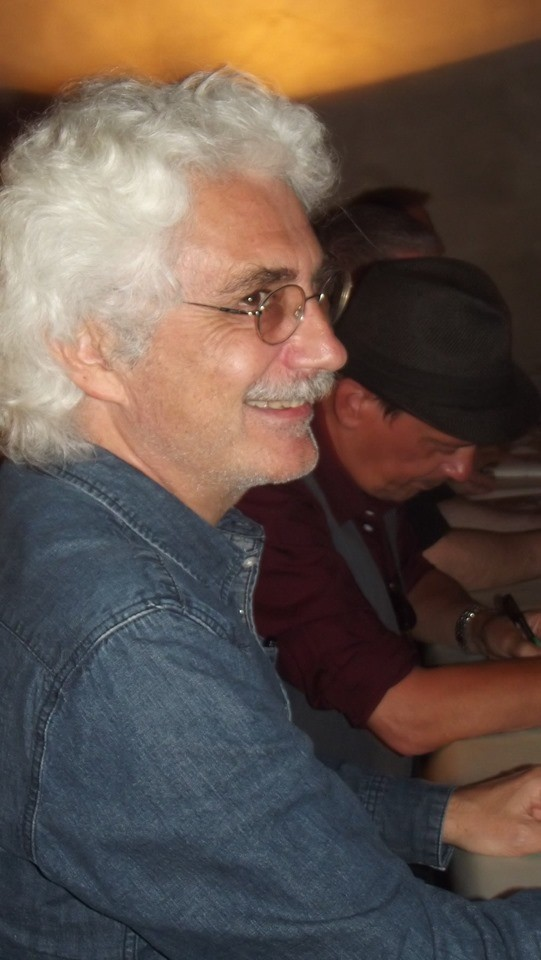
Kristof Serrand
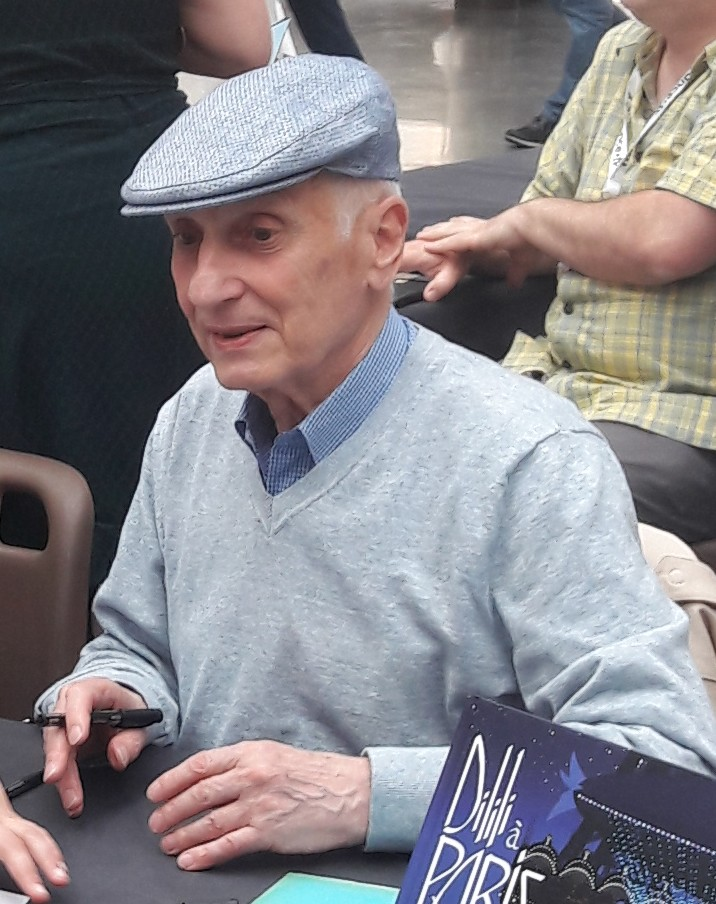
Michel Ocelot
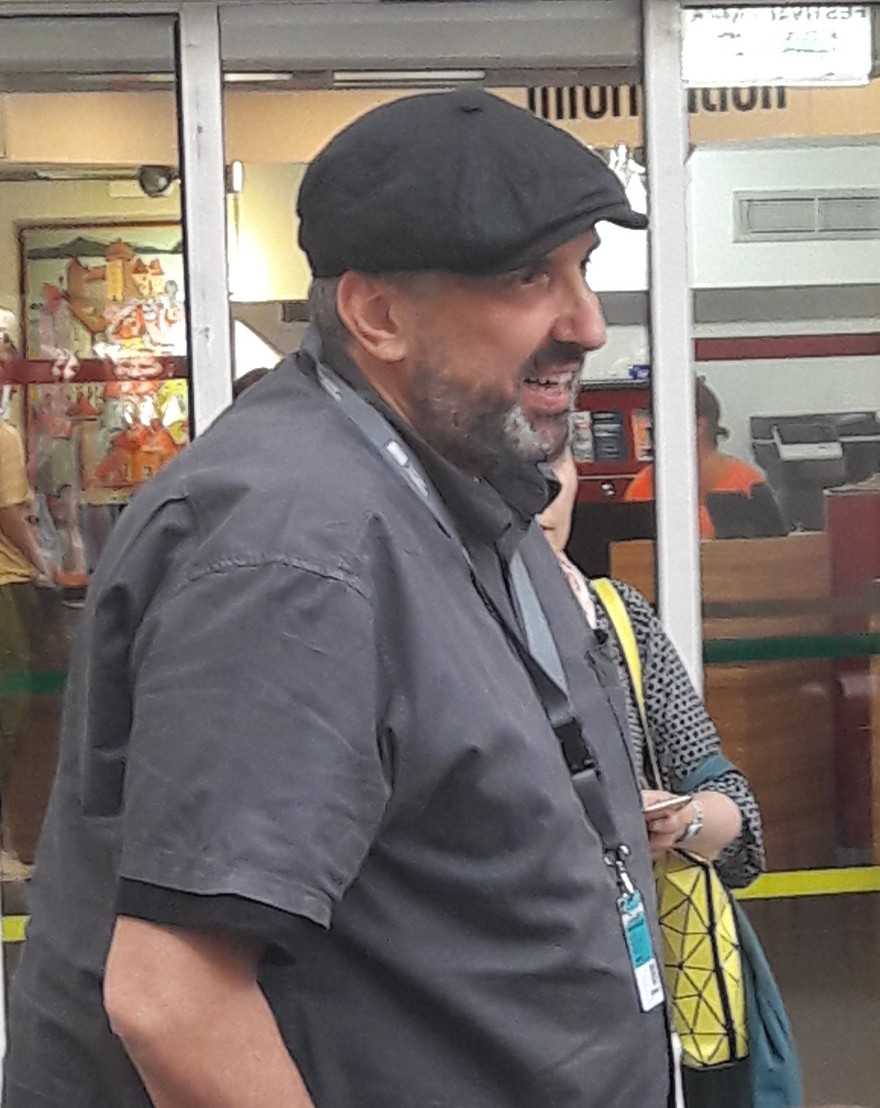
Stéphan Roelants
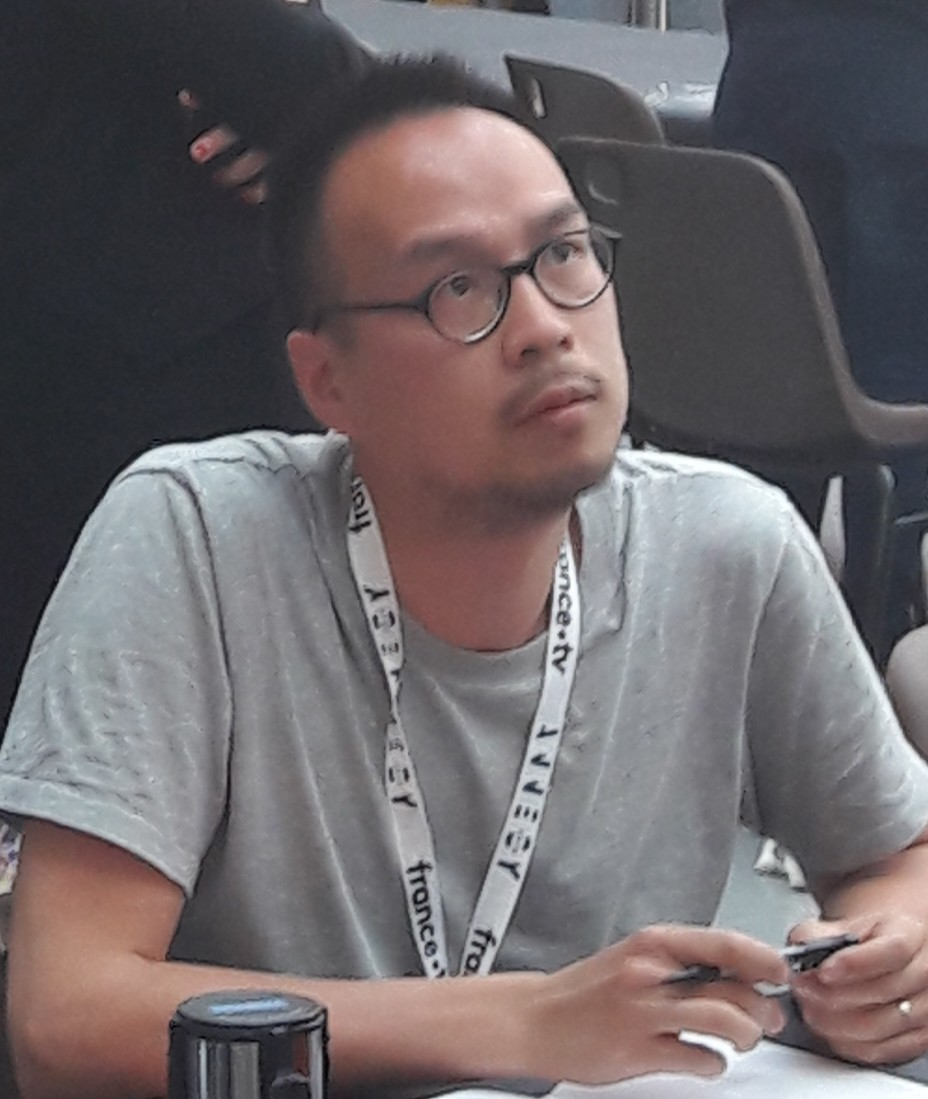
Denis Do
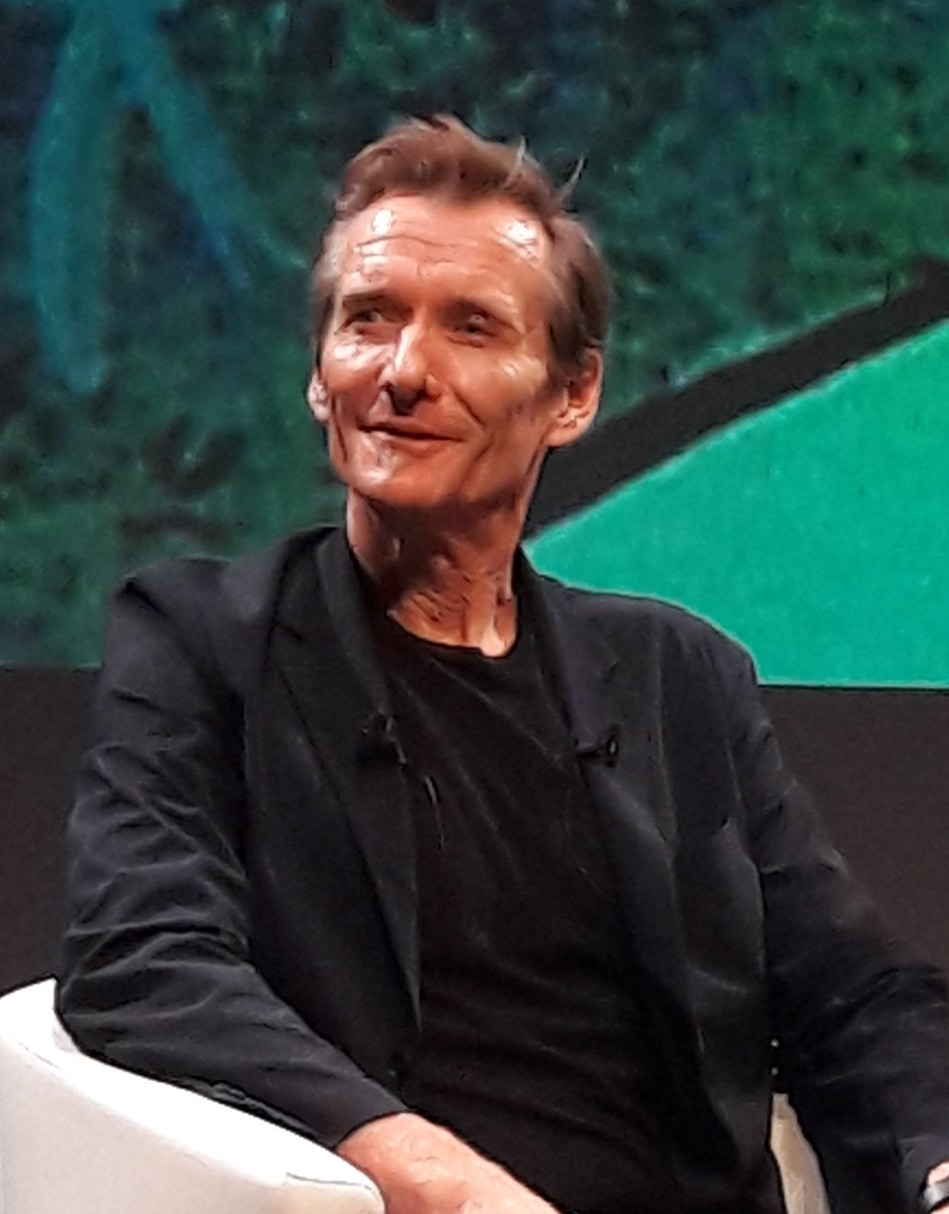
Vincent Waller
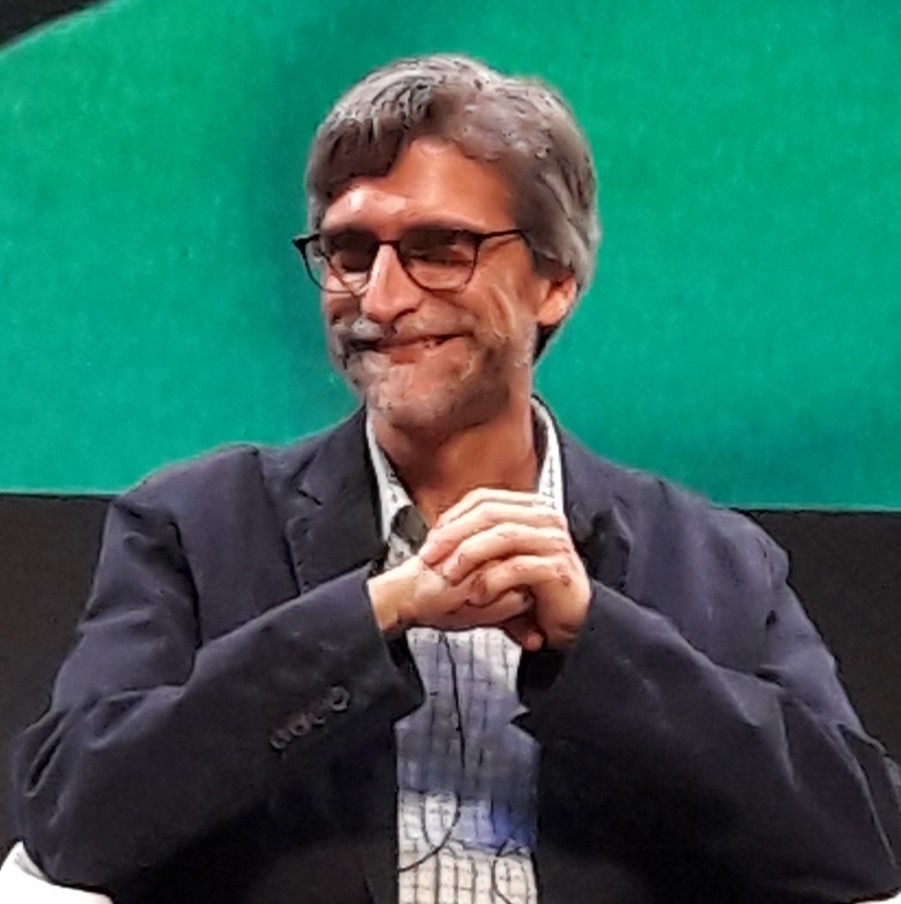
Marc Ceccarelli
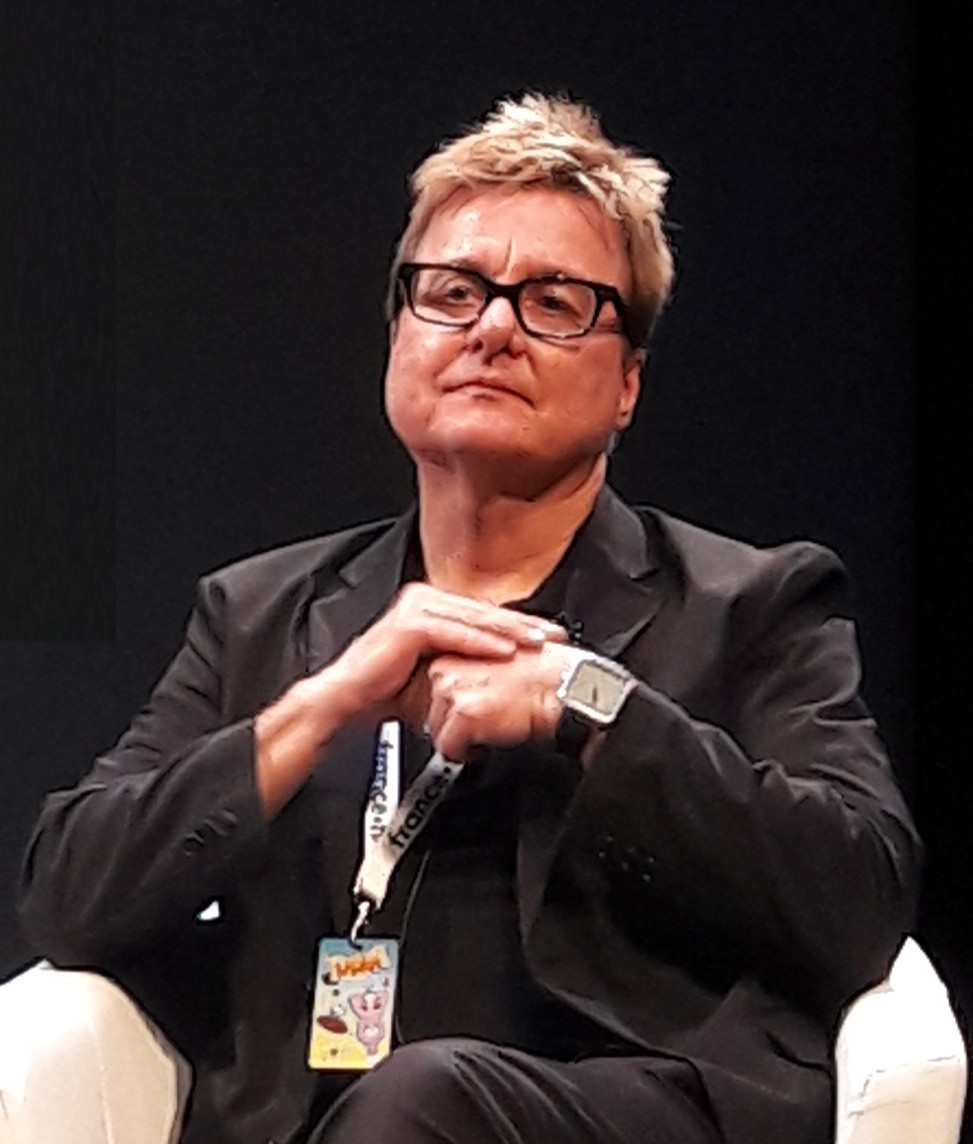
Kaz
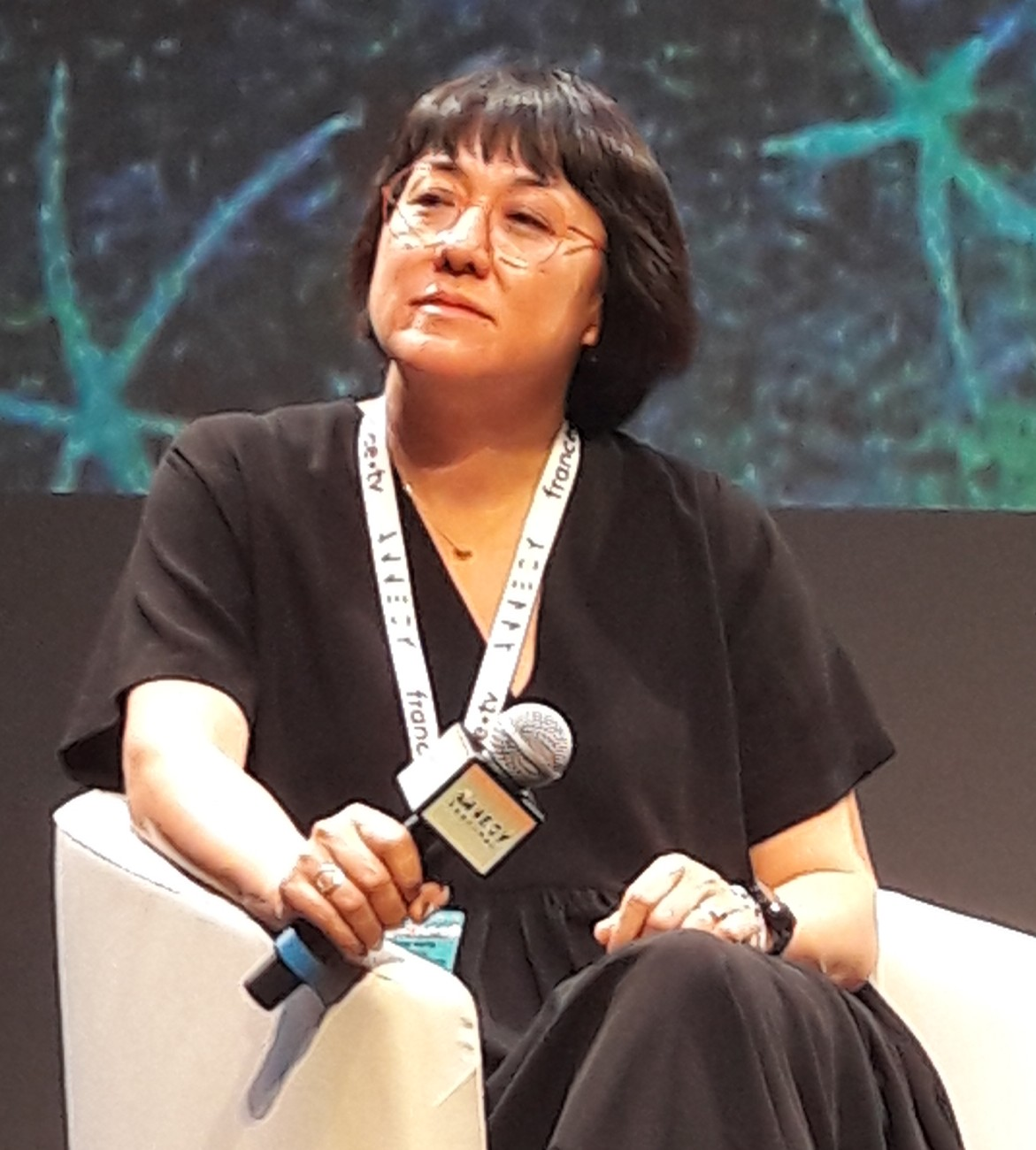
Ramsey Ann Naito

### Expositions
- L'Épopée artistique de la Trilogies Dragons de Dean DeBlois
- C'est dans la boîte ! de Lino DiSalvo
- Cinéma d'animation : secrets de fabrication
- Japonohara de Yukie Kawamura, Ikuru Kuwajima, Akino Kondoh et Momoko Seto

### Avant-première
- Andrew Erekson et Jeff Hermann pour Marooned
- Marc Ceccarelli, Vincent Waller, Jennie Monica, Kaz et Ramsey Ann Naito pour SpongeBob 20th Birthday Blowout
- Yoshiaki Nishimura, Hiromasa Yonebayashi, Yoshiyuki Momose et Akihiko Yamashita pour Modest Heroes
- Lino DiSalvo et Aton Soumache pour Playmobil, le film
- Jean-François Laguionie et Xavier Picard pour Le Voyage du prince
- Anne-Lise Koehler et Éric Serre pour Bonjour le monde !
- Josh Cooley, Jonas Rivera et Mark Nielsen pour Toy Story 4
- Guillaume Ivernel, Monsieur Poulpe pour Spycies
- Fuminori Kizaki pour Human Lost
- Becky Bresee et Marlon West pour La Reine des neiges 2

### Présentations de futures œuvres

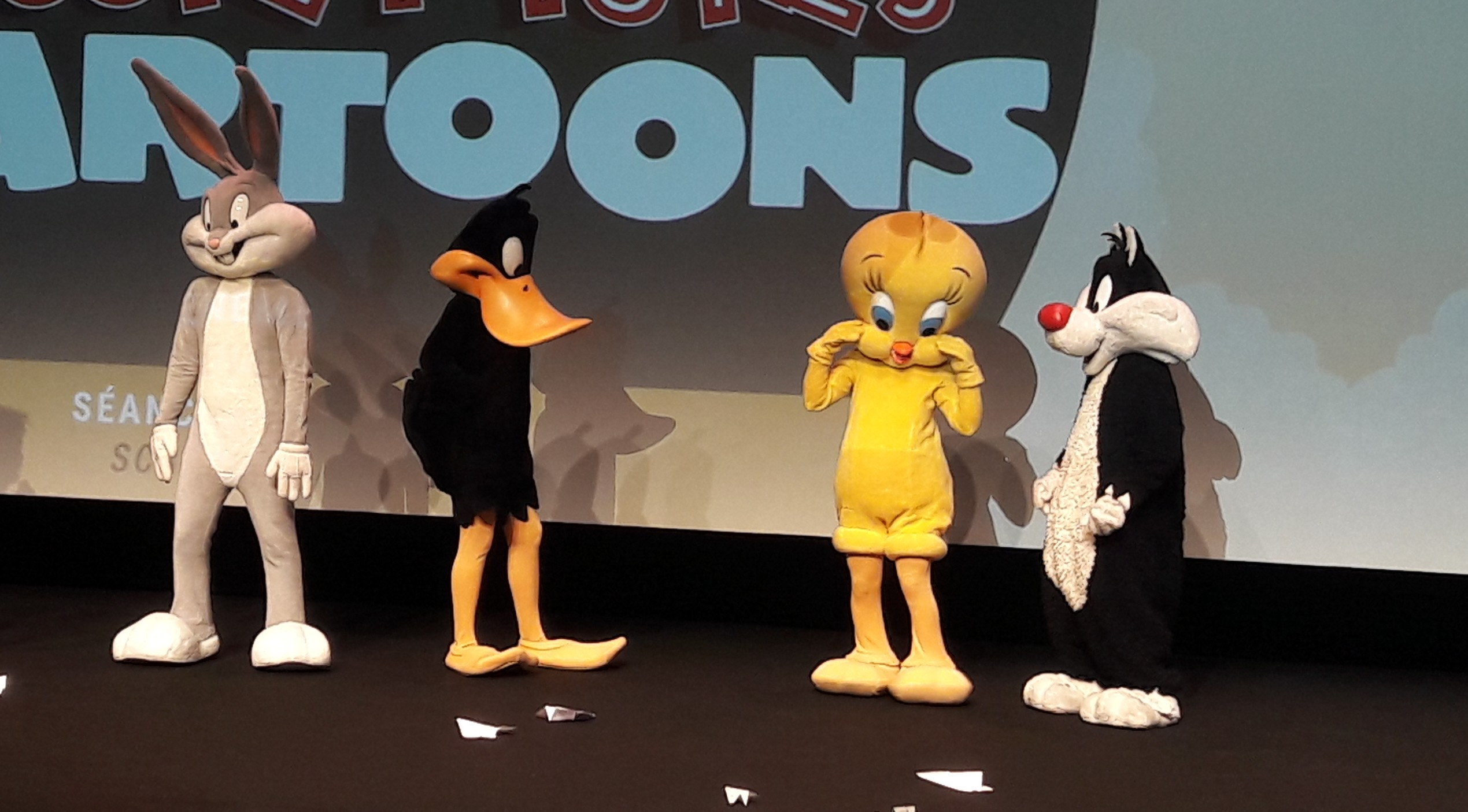
Mascottes à l'effigie de Bugs Bunny, Daffy Duck, Titi et Grosminet à l'occasion de la présentation des Looney Tunes Cartoons.

- Peter Browngardt, Alex Kirwan, Audrey Diehl et Sam Register pour Looney Tunes Cartoons
- Margie Cohn, Peilin Chou, Jill Culton, Suzanne Buirgy et Todd Wilderman pour Abominable
- Guillaume Lorin, Sara Sponga, Jean-Charles Mbotti Malolo et Corinne Destombes pour Vanille
- Aurélien Froment, Catherine Esteves, Serge Lalou et Sílvia Pérez Cruz pour Josep
- Fabien Ouvrard, Michelle Sullivan et Terry Kalagian pour Do, Ré et Mi
- Milivoj Popovic et Veljko Popovic pour Dislocation
- Sergio Pablos, Szymon Aleksander Biernacki et Marcin Jakubowski pour Klaus
- Rémi Chayé, Maïlys Vallade, Claus Toksvig Kjaer, Sabine Hitier et Claire Lacombe pour Calamity, une enfance de Martha Jane Cannary
- Phuong Mai Nguyen, Charlotte Cambon de Lavalette, Priscilla Bertin et Philippine Gelberger pour Culottées
- Genndy Tartakovsky, Julien Chheng, Camille Fourgeot de Knÿff et Scott Wills pour Genndy Tartakovsky's Primal
- Tony Cervone, Allison Abbate, Bill Haller et Michael Kurinsky pour Scoob!
- Jan Bubenicek, Mathieu Marin, Vladimir Lhotak, Alexandre Charlet pour Même les souris vont au paradis
- Yashuhiro Irie, Justin Leach et Christophe Ferreira pour Eden
- Pierre Zandrowicz, Dominique Peyronnet, Corentin Lambot, Bruce Tajtelbom pour Miroir
- Genki Kawamura pour Weathering with You
- Jonas Poher Rasmussen, Jessica Nicholls, Guillaume Dousse et Charlotte de La Gournerie pour Flee
- Cheng Li et Benjamin Marsaud pour Incredible Ant

### Conférences
- Goro Fujita, Ree Treweek, Rick Treweek, Jonathan Astruc, Jérôme Mouscadet et Jean-François Ramos pour Comment écrire et réaliser pour une expérience animée VR ?
- Michael Hirsh, Sylvaine Hartout et Roch Lener pour Gratuit vs payant : quelles stratégies digitales pour les producteurs d'animation ?
- Mathieu Rey, Françoise Bres, Pierre Ducos, Michael Ford et Guy Martin pour Open Source : fantasme (créatif) ou réalité (économique) ?
- Rémi Chapotot, Ramsey Naito, Julien Soret et Ronald Magaut pour Dessine-moi une voix…
- LeSean Thomas et Junichi Yanagihara pour L'animé japonais à l'international : à l'aube d'un nouvel essor ?
- Daren Bader, Guido Moeller et Nicolas Dupain pour Réalités immersives : quels enjeux de formation et d'intégration dans les entreprises pour les nouveaux talents ?
- Kaya Jabar, Sixtine Pirat, Nicky Gogan, Isabelle Riva et Jean-François Szlapka pour Production virtuelle et temps réel : le moteur s'emballe
- Maren Maier, Thierry Lacaze, Arnaud Rouvillois et Amel Lacombe pour Attirer le public dans les salles de cinéma : les stratégies innovantes des distributeurs européens de films d'animation
- Diego Rosner, Grégoire Parain, Bruno Samper et Chuck Peil pour AR (Réalité Augmentée) : quand l'animation s'invite dans le réel
- Andreas Deja, Sarah Smith, Sophie Decroisette et Sergio Pablos pour Comment concevoir un « bon » personnage de méchant dans un film d'animation
- Nathan Reznik, Mária Rakusanova, Morgan Bouchet, Marianne Levy-Leblond et Nigel Tierney pour Comment financer une œuvre XR et faire les bons choix de distribution ?
- Troy Saliba, Arslan Elver, Giles Davies, Adrian García et Thierry Onillon pour De l'animation au live action : quand les VFX font la synthèse
- Flavio Perez, Damien Dee Coureau, Pierrot Jacquet, Julien Blervaque, Catherine Esteves et Stéphane Donikian pour Outils émergents et pratiques innovantes : IA, TD et clones 3D
- Alice Delalande, Charlotte de La Gournerie, Anja Kofmel et Martin Gondre pour Financer un documentaire d'animation : comment faire les bons choix ?
- Hélène Juguet, Jennifer Buzzelli, Olivier Missir et Christopher Keenan pour Quand les marques / éditeurs deviennent productrices·eurs de contenus
- Hélène Barillé, Tony Reed, Olexa Hewryk et Angela Santomero pour Edutainment : comment concevoir un dessin animé à visée pédagogique ?

### Making-of
- Adriaan Lokman pour FLOW
- Isabella Plucińska pour Portrait of Suzanne
- Konstantin Bronzit pour We Can't Live Without Cosmos
- Piotr Dumala pour The Last Supper

## Dédicaces
- Dean DeBlois pour Dragons 3 : Le Monde caché
- Lino DiSalvo pour Playmobil, le film
- Sergio Pablos, Szymon Biernacki et Marcin Jakubowski pour Klaus
- Andy Erekson et Jeff Hermann pour Marooned
- Jill Culton, Suzanne Buirgy et Todd Wilderman pour Abominable
- Walt Dohrn pour Trolls World Tour

## Sélection

### Longs métrages

#### Longs
| Titre                                                          | Réalisation                                  | Pays                       |
| -------------------------------------------------------------- | -------------------------------------------- | -------------------------- |
| Buñuel après l'âge d'or Buñuel en el laberinto de las tortugas | Salvador Simó                                | Espagne, Pays-Bas          |
| J'ai perdu mon corps                                           | Jérémy Clapin                                | France                     |
| L'Extraordinaire Voyage de Marona                              | Anca Damian                                  | Roumanie, France, Belgique |
| La Fameuse Invasion des ours en Sicile                         | Lorenzo Mattotti                             | France, Italie             |
| Les Hirondelles de Kaboul                                      | Zabou Breitman et Éléa Gobbé-Mévellec        | France, Luxembourg, Suisse |
| Ride Your Wave                                                 | Masaaki Yuasa                                | Japon                      |
| Mon ninja et moi Ternet Ninja                                  | Anders Matthesen et Thorbjørn Christoffersen | Danemark                   |
| The Relative Worlds                                            | Yuhei Sakuragi                               | Japon                      |
| Wonderland : Le Royaume sans pluie                             | Keiichi Hara                                 | Japon                      |
| White Snake                                                    | Wong Kahong et Zhao Ji                       | Chine                      |

#### Contrechamp
| Titre                                     | Réalisation                                                  | Pays               |
| ----------------------------------------- | ------------------------------------------------------------ | ------------------ |
| Ailleurs (Away Projām)                    | Gints Zilbalodis                                             | Lettonie           |
| Kung Food                                 | Sun Haipeng                                                  | Chine              |
| Les Enfants de la mer Children of the Sea | Ayumu Watanabe                                               | Japon              |
| Ville Neuve                               | Félix Dufour-Laperrière                                      | Canada             |
| Underdog                                  | Oh Sung-yoon et Lee Chun-baek                                | Corée du Sud       |
| Salma's Big Wish Dia de Muertos           | Carlos Gutierrez                                             | Mexique            |
| Homeless                                  | José Ignacio Navarro Cox, Jorge Campusano et Santiago O'Ryan | Chili              |
| Zero Impunity                             | Nicolas Blies, Stéphane Hueber-Blies et Denis Lambert        | France, Luxembourg |

### Courts métrages

#### Sélection principale
| Titre                                             | Réalisation                              | Pays                       |
| ------------------------------------------------- | ---------------------------------------- | -------------------------- |
| Acid Rain                                         | Tomasz Popakul                           | Pologne                    |
| Bavure                                            | Donato Sansone                           | France                     |
| Bridge                                            | Di Liu                                   | Chine                      |
| Briljantsuse Demonstratsioon Neljas Vaatuses      | Lucija Mrzljak et Morten Tsinakov        | Croatie et Estonie         |
| La Pluie - Deszcz                                 | Piotr Milczarek                          | Pologne                    |
| Elu24                                             | Kristjan Holm                            | Estonie                    |
| Flut                                              | Malte Stein                              | Allemagne                  |
| Fille dans le couloir - Girl in the Hallway       | Valerie Barnhart                         | Canada                     |
| Gun Shop                                          | Patrick Smith                            | États-Unis                 |
| Hideouser and Hideouser                           | Aria Covamonas                           | Mexique                    |
| Intermission Expedition                           | Wiep Teeuwisse                           | Pays-Bas                   |
| Je sors acheter des cigarettes                    | Osman Cerfon                             | France                     |
| Kids                                              | Michael Frei                             | Suisse                     |
| Kohannia                                          | Nykyta Lyskov                            | Ukraine                    |
| Le Cortège                                        | Pascal Blanchet et Rodolphe Saint-Gelais | Canada                     |
| Le Mans 1995                                      | Quentin Baillieux                        | France                     |
| Live a Little                                     | Jenny Jokela                             | Allemagne et Royaume-Uni   |
| Lola, la patate vivante - Lola, the Living Potato | Leonid Shmelkov                          | France et Russie           |
| Mémorable                                         | Bruno Collet                             | France                     |
| MIMI                                              | Lisa Fukaya                              | Danemark                   |
| Mouvements - Movements                            | Dahee Jeong                              | Corée du Sud               |
| My Generation                                     | Ludovic Houplain                         | France                     |
| Nuit chérie                                       | Lia Bertels                              | Belgique                   |
| Per Aspera Ad Astra                               | Franck Dion                              | France                     |
| Per tutta la vita                                 | Roberto Catani                           | Italie et France           |
| À cinq minutes de la mer - Piat minut do moria    | Natalia Mirzoyan                         | Russie                     |
| Pulsión                                           | Pedro Casavecchia                        | Argentine                  |
| Selfies                                           | Claudio Gentinetta                       | Suisse                     |
| Sous la canopée                                   | Bastien Dupriez                          | France                     |
| Story                                             | Jolanta Bankowska                        | Pologne                    |
| Symbiosis                                         | Nadja Andrasev                           | France et Hongrie          |
| Têtard                                            | Jean-Claude Rozec                        | France                     |
| The Dawn of Ape                                   | Mirai Mizue                              | Japon                      |
| La Chanson de l’éléphant - The Elephant's Song    | Lynn Tomlinson                           | États-Unis                 |
| The Food Is Coming                                | Gabriel Böhmer                           | Suisse et Royaume-Uni      |
| The Juggler                                       | Skirmanta Jakaite                        | Lituanie et France         |
| Les Leviers - The Levers                          | Boyoung Kim                              | Corée du Sud et États-Unis |
| The Six                                           | Xi Chen et Xu An                         | Chine                      |
| Oncle Thomas - Tio Tomas                          | Regina Pessoa                            | Canada, France et Portugal |
| Toomas Beneath the Valley of the Wild Wolves      | Chintis Lundgren                         | Croatie, Estonie et France |

#### Off-Limits
| Titre                                                  | Réalisation      | Pays       |
| ------------------------------------------------------ | ---------------- | ---------- |
| A Year Along the Geostationary Orbit                   | Felix Dierich    | Allemagne  |
| Mais un oiseau ne chantait pas - But One Bird Sang Not | Pierre Hébert    | Canada     |
| Dont Know What                                         | Thomas Renoldner | Autriche   |
| L'Espace commun                                        | Raphaële Bezin   | France     |
| Leaking Life                                           | Shunsaku Hayashi | Japon      |
| Matter and Motion                                      | Max Hattler (en) | Hong Kong  |
| Mustererkenntnis                                       | Thorsten Fleisch | Allemagne  |
| Unsettled                                              | Tara Knight      | États-Unis |

#### Perspectives
| Titre                                        | Réalisation                          | Pays                 |
| -------------------------------------------- | ------------------------------------ | -------------------- |
| Azumah: The Ghanaian Hero                    | Nii Ofei-Kyei Dodoo                  | Ghana                |
| Bayn Bayn                                    | Dalyah Bakheet                       | Arabie saoudite      |
| Menton en haut - Chin Up                     | Joanne Salmon                        | Royaume-Uni          |
| Dum Dum (De De Bom)                          | Benjamin Hall et Robin Hall          | Royaume-Uni          |
| L'Ours polaire géant - Giant Bear            | Daniel Gies et Neil Christopher      | Canada               |
| Gorgam-o-Gale Mibaram                        | Amir Houshang Moein                  | Iran                 |
| Ispod kojeg li su samo kamena ispuzali       | Daniel Suljic                        | Croatie              |
| Jim Zipper                                   | Alexander Roy                        | Canada               |
| Mascot                                       | Dohyung Kim                          | Corée du Sud         |
| Les Mémoires d'Alba - Memorie di Alba        | Andrea Martignoni et Maria Steinmetz | Allemagne et Italie  |
| Mom's Clothes                                | Jordan Wong                          | États-Unis           |
| Not Your Panda                               | Tigris Alt. Sakda                    | Canada et Chine      |
| Piece of Meat                                | Jerrold Chong et Junxiang Huang      | Singapour            |
| Un moment, les oiseaux - Por ahora un cuento | Carla Melo                           | Colombie             |
| Red                                          | Ao Chen                              | Chine et Royaume-Uni |

#### Jeune public
| Titre                            | Réalisation                            | Pays               |
| -------------------------------- | -------------------------------------- | ------------------ |
| La Mère des os - Bone Mother     | Sylvie Trouvé et Dale Hayward          | Canada             |
| Dobroe serdtse                   | Evgeniya Jirkova                       | Russie             |
| Grand Loup et Petit Loup         | Rémi Durin                             | Belgique et France |
| Le crocodile ne me fait pas peur | Marc Riba et Anna Solanas              | Espagne            |
| Le Renard et l'Oisille           | Samuel Guillaume et Frédéric Guillaume | Belgique et Suisse |
| Mon papi s'est caché             | Anne Huynh                             | France             |
| Nid - Nest                       | Sonja Rohleder                         | Allemagne          |
| Le Cerf-volant - Sarkan          | Martin Smatana                         | République tchèque |
| The Wheat Keeper                 | Haitao Bai                             | Chine              |

### Films de télévision
| Titre                                        | Épisode                                                     | Réalisation                                       | Pays                         |
| -------------------------------------------- | ----------------------------------------------------------- | ------------------------------------------------- | ---------------------------- |
| 101, rue des Dalmatiens 101 Dalmatian Street | Hors des sentiers battus Walkies on the Wild Side           | Miklós Weigert                                    | Royaume-Uni                  |
| Pomme & Oignon Apple & Onion                 | Une belle journée pour Falafel Falafel's Fun Day            | Nick Edwards                                      | États-Unis                   |
| Becca's Bunch                                | Wishing Stone                                               | Alan Shannon et Conor Finnegan                    | Irlande                      |
| Big Mouth                                    | Pleins feux sur le plan familia The Planned Parenthood Show | Bryan Francis                                     | États-Unis                   |
| Au dodo ! Crias                              | Crocodiles                                                  | Camille Authouart et Mélia Gilson                 | France Portugal              |
| Crisis Jung                                  | Despair                                                     | Baptiste Gaubert et Jérémie Hoarau                | France                       |
| Dino Girl Gauko                              | Dad's Secret                                                | Akira Shigino                                     | Japon                        |
| If You Give a Mouse a Cookie                 | Dog's Day Out                                               | Emmanuelle Gignac                                 | États-Unis                   |
| Kiri and Lou                                 | Funny Feeling                                               | Harry Sinclair (en)                               | Nouvelle-Zélande             |
| Kung Fu Panda : Les Pattes du destin         | Enter the Dragon Master                                     | Lane Lueras                                       | États-Unis                   |
| La stella di Andrea e Tati                   | La stella di Andrea e Tati                                  | Rosalba Vitellaro et Alessandro Belli             | Italie                       |
| La Vie de château                            | La Vie de château                                           | Clémence Madeleine-Perdrillat et Nathaniel H-Limi | France                       |
| Le Parfum d'Irak                             | Le Cowboy de Fallujah                                       | Léonard Cohen                                     | France                       |
| Mr. Magoo                                    | Dances with Walruses                                        | Hugo Gittard                                      | France                       |
| Panique au village                           | La Foire agricole                                           | Vincent Patar et Stéphane Aubier                  | Belgique                     |
| Petit                                        | I Don't Want Anymore Surprises                              | Bernardita Ojeda                                  | Argentine Chili Colombie     |
| The Emperor's Newest Clothes                 | The Emperor's Newest Clothes                                | Simon Wilches-Castro                              | États-Unis                   |
| Les Super Nanas The Powerpuff Girls          | The Spoon                                                   | Nicholas Jennings et Bob Doyle                    | États-Unis                   |
| The Shivering Truth                          | Chaos Beknownst                                             | Solen Cat et Vernon Chatman                       | États-Unis                   |
| Tigtone                                      | Tigtone and Those Elemental Kings                           | Freddy Cristy et Benjamin Martian                 | États-Unis                   |
| Une espèce à part                            | Une seconde sur Terre                                       | Franck Courchamp et Clément Morin                 | France                       |
| Vitello                                      | Viello får en klam kæreste                                  | Dorte Bengtson                                    | Danemark Royaume-Uni         |
| Vos en Haas                                  | Birthday                                                    | Tom Van Gestel et Mascha Halberstad               | Belgique Luxembourg Pays-Bas |
| Zog                                          | Zog                                                         | Max Lang et Daniel Snaddon                        | Royaume-Uni                  |

### Films de commande
| Artiste / Produit / Marque                            | Titre                                                 | Réalisation                                                                               | Pays                             |
| ----------------------------------------------------- | ----------------------------------------------------- | ----------------------------------------------------------------------------------------- | -------------------------------- |
| #TakeOnHistory                                        | Wimbledon                                             | Smith & Foulkes                                                                           | Royaume-Uni                      |
| Animafest Zagreb 2018                                 | Festivalska špica                                     | Stipan Tadić                                                                              | Croatie                          |
| Apple                                                 | Power to the Pro                                      | Buck Design                                                                               | États-Unis                       |
| Balkanima 2018                                        | Hypno Swarm                                           | Stefan Katanić                                                                            | Serbie                           |
| Bienvenue à Banoni City                               | Nya échappe au mariage précoce                        | Marguerite Abouet                                                                         | Côte d'Ivoire France Royaume-Uni |
| Cheerios                                              | It's All Family                                       | Johnny Kelly                                                                              | Royaume-Uni                      |
| CutOut Fest 10                                        | Opening Titles                                        | Andrea Mondragãñ Garcãa                                                                   | Mexique                          |
| Deseisaocho (D6A8)                                    | Limones Citron                                        | Daniela Godel                                                                             | Espagne France                   |
| Fraude                                                | Dieselgate                                            | Roman Klochkov et Anna Heuninck                                                           | Belgique                         |
| Gorillaz                                              | Tranz                                                 | Nicos Livesey et Jamie Hewlett                                                            | France                           |
| GWR                                                   | Five & The Missing Jewels                             | Pete Candeland                                                                            | Royaume-Uni                      |
| Knauf                                                 | Inclusive Theater                                     | Hristina Belousova                                                                        | Ouzbékistan                      |
| KROK 2018                                             | Pas Steps                                             | Suresh Eriyat                                                                             | Inde                             |
| Lotte Reiniger: The Unsung Heroine of Early Animation | Lotte Reiniger: The Unsung Heroine of Early Animation | Anna Humphries                                                                            | Royaume-Uni                      |
| Locarno Festival 2018                                 | Il viaggio                                            | Michaela Müller                                                                           | Suisse                           |
| Manor                                                 | The Gift                                              | Againstallodds                                                                            | France                           |
| My Best Friend                                        | Rewinds                                               | Will Anderson et Ainslie Henderson                                                        | Royaume-Uni                      |
| OIAF 2018                                             | Signal Film                                           | Chintis Lundgren                                                                          | Croatie Estonie                  |
| Powder                                                | New Tribe                                             | AC-bu                                                                                     | Japon                            |
| Radi-Aid                                              | How to Get More Likes on Social Media?                | Stian Sydsaeter et Julian Nazario Vargas                                                  | Norvège                          |
| Rick et Morty                                         | Carnival                                              | Daniel García et Jaime Restrepo                                                           | États-Unis                       |
| Samantha et Sabrina                                   | Saba                                                  | Marie Larrivé et Lucas Malbrun                                                            | France                           |
| Selfridges                                            | Selfridges & Sustainability                           | Hannah Jacobs et Anna Ginsburg                                                            | Royaume-Uni                      |
| Short Cuts                                            | Edward aux mains d'argent                             | Céline Devaux                                                                             | France                           |
| Stuck in the Sound                                    | Alright                                               | Clément Desnos                                                                            | France                           |
| TATRAN                                                | White Lines                                           | Shahaf Ram                                                                                | Israël                           |
| TED-Ed                                                | Accents                                               | Robertino Zambrano                                                                        | Australie États-Unis             |
| TED-Ed                                                | Why Should You Read "Waiting for Godot?"              | Tomás Pichardo                                                                            | États-Unis                       |
| Téhéran 2019                                          | Trailer                                               | Group Work                                                                                | Iran                             |
| The Art of Change                                     | Climate Change                                        | Elisa Morais et María Álvarez                                                             | Royaume-Uni                      |
| The Beatles                                           | Glass Onion                                           | Alasdair Brotherston et Jock Mooney                                                       | Royaume-Uni                      |
| Travel Oregon                                         | Only Slightly Exaggerated                             | Kylie Matulick et Todd Mueller                                                            | États-Unis                       |
| Tricky Women/Tricky Realities 2019                    | Tricky Women/Tricky Realities 2019                    | Marta Pajek                                                                               | Autriche Pologne                 |
| ONU Femmes                                            | HeForShe                                              | Kyungwon Song                                                                             | États-Unis                       |
| Xmas Hold 'Em                                         | Xmas Hold 'Em                                         | Camille Jalabert, Oscar Malet, Quentin Camus-Durand, Maryka Laudet et Corentin Yvergniaux | Royaume-Uni                      |

### Films de fin d'études
- _ImEdge de Xiaowen Huang ( Chine)
- Alef B'Tamuz de Yael Reisfeld ( Israël)
- Baransu de Alice Lahourcade ( France)
- Bath House of Whales de Kiyama Mizuki ( Japon)
- Big Boy de Jonathan Phanhsay-Chamson ( France)
- Bigoudis de Marta Gennari ( France)
- Bird Milk de Christopher Strickler ( Canada)
- Chionophile de Giulia Bianchi et Nicolina Sterbet ( Italie)
- Dcera de Daria Kashcheeva ( République tchèque)
- Deepness of the Fry de Peter August Skov Niclasen ( Danemark)
- DiM de Bogdan Anifrani ( Canada)
- Dreams of Elsewhere de Naama Shohet ( Israël)
- Duszyczka de Barbara Rupik ( Pologne)
- Elise de Valentine Moser ( Suisse)
- Entropia de Flora Anna Buda ( Hongrie)
- Happy Ending de EunJu Ara Choi ( Royaume-Uni)
- Heatwave de Fokion Xenos ( Royaume-Uni)
- Hedge d'Amanda Bonaiuto ( États-Unis)
- Keep Forgetting de Takahiro Shibata ( Japon)
- Les Lèvres gercées de Fabien Corre et Kelsi Phung ( France)
- Me and the Magnet and a Dead Friend de Maoning Liu ( Chine)
- Mold de Sujin Kim ( États-Unis,  Corée du Sud)
- Nie masz dystansu de Karina Paciorkowska ( Pologne)
- Orkesh d'Ivan Ardashov ( Kazakhstan)
- Ovule de Natalia Durszewicz ( Pologne)
- Jouez pour aujourd'hui (Play for Today) de Darya Dziadok ( Biélorussie)
- Poetika Anima de Kriss Sagan ( Slovaquie)
- Récit de soi de Géraldine Charpentier ( Belgique)
- Rules of Play de Merlin Fluegel ( Allemagne)
- Sahara Palace de Zélie Durand ( France)
- Sample Text d'Amélie Cochet ( Suisse)
- Social Modls Manual de Raghad Albarqi ( Arabie saoudite)
- Somewhere Soft de Satoe Yoshinari ( Norvège,  Japon)
- Sounds Good de Sander Joon ( Estonie)
- Spolu sami de Diana Cam Van Nguyen ( République tchèque)
- Starvation de Zahra Rostampour ( Iran)
- Swatted d'Ismaël Joffroy-Chandoutis ( France)
- Sweet Sweat de Jung Hyun Kim ( Estonie)
- Symbiose de Paul Raillard ( France)
- The Act of Breathing de Yamazaki Hana ( Hongrie)
- The Hunter de Jari Vaara ( Japon)
- The Little Ship d'Anastasia Makhlina ( Russie)
- The Ostrich Politic de Mohammad Houhou ( France)
- The Redness of Red d'Emily Downe ( Royaume-Uni)
- The Stained Club de Marie Ciesielski, Alice Jaunet, Chan Stéphie Peang, Béatrice Viguier, Mélanie Lopez et Simon Boucly ( France)
- These Things in My Head - Side A de Luke Bourne ( Royaume-Uni)
- Toiduahel de Mari Kivi et Liis Kokk ( Estonie)
- Zdravstvujte, rodniye de Sasha Alexander Vasiliev ( Russie)

### Œuvres VR
| Titre                                          | Réalisation                        | Pays                |
| ---------------------------------------------- | ---------------------------------- | ------------------- |
| Ayahuasca - KosmiK Journey                     | Jan Kounen                         | France, Luxembourg  |
| Doctor Who - The Runaway                       | Mathias Chelebourg                 | Royaume-Uni, France |
| Gloomy Eyes                                    | Jorge Tereso et Fernando Maldonado | Argentine, France   |
| GYMNASIA                                       | Chris Lavis et Maciek Szczerbowski | Canada              |
| Le Cri VR                                      | Sandra Paugam et Charles Ayats     | France              |
| Nothing to Be Written                          | Lysander Ashton                    | Royaume-Uni         |
| The Lost Botanist                              | Ree et Rick Treweek                | Afrique du Sud      |
| tx-reverse 360°                                | Virgil Widrich et Martin Reinhart  | Autriche, Allemagne |
| Wolves in the Wallsn Chapter 2, It's All Over! | Peter Billington                   | États-Unis          |

## Programmes spéciaux

### Annecy Classics
| Titre                                                                    | Réalisation                                      | Année             | Pays              |
| Animation Outlaws                                                        | Animation Outlaws                                | Animation Outlaws | Animation Outlaws |
| ------------------------------------------------------------------------ | ------------------------------------------------ | ----------------- | ----------------- |
| Animation Outlaws                                                        | Kat Alioshin                                     | 2019              | États-Unis        |
| Gwen, le livre de sable                                                  |                                                  |                   |                   |
| Gwen, le livre de sable                                                  | Jean-François Laguionie                          | 1984              | France            |
| János Vitéz                                                              |                                                  |                   |                   |
| Johnny Corncob                                                           | Marcell Jankovics                                | 1973              | Hongrie           |
| Les Shadocks, droit dans le mur à toutes pompes                          |                                                  |                   |                   |
| Les Shadoks, droit dans le mur à toutes pompes                           | Damien Faure, Thierry Dejean et Matthieu Lamotte | 2018              | France            |
| Macskafogo                                                               |                                                  |                   |                   |
| Cat City                                                                 | Béla Ternovszky                                  | 1986              | Hongrie           |
| Le Serpent blanc                                                         |                                                  |                   |                   |
| The White Snake Enchantress                                              | Taiji Yabushita                                  | 1958              | Japon             |
| Venus Wars                                                               |                                                  |                   |                   |
| Venus Wars                                                               | Yoshikazu Yasuhiko                               | 1989              | Japon             |
| Au-delà du temps                                                         |                                                  |                   |                   |
| Les Archives du film                                                     | Inconnu                                          | 1975              | France            |
| La Belle au bois dormant                                                 | Alexandre Alexeïeff                              | 1935              | France            |
| Pansées sauvage : Animation sur écran d'épingles Alexeïeff/Parker du CNC | Cerise Lopez                                     | 2016              | France            |
| Les Hommes machines                                                      | René Laloux                                      | 1978              | France            |
| Phenakistoscope                                                          | Taku Furukawa                                    | 1975              | Japon             |
| Autour d'une cabine                                                      | Julien Pappé                                     | 1986              | France            |
| Les Mémoires de Don Quichotte                                            | Robert Lapoujade                                 | 1980              | France            |
| Le Chien : Animation sur écran d'épingles Alexeïeff/Parker du CNC        | Pierre-Luc Granjon                               | 2018              | France            |
| Aux Gémeaux avec Paul Grimault et son équipe                             | Inconnu                                          | 1942              | France            |
| Le Voleur de paratonnerres                                               | Paul Grimault                                    | 1944              | France            |
| Pica-don                                                                 | Renzo Kinoshita                                  | 1978              | Japon             |
| Carigraphity                                                             | Taku Furukawa                                    | 1982              | Japon             |
| Le Bal du minotaure                                                      | Lorenzo Recio                                    | 1997              | France            |
| L'Utopie ou bien la mort Tabi wa Michizure Yo wa Nasake                  | Tadanari Okamoto                                 | 1973              | Japon             |
| Au-delà du temps                                                         | Peter Foldes                                     | 1976              | France            |
| Fantômes : Animation sur écran d'épingles Alexeïeff/Parker du CNC        | Florence Miailhe                                 | 2016              | France            |

### Gastronomie: Nourritures terrestres
| Titre                       | Réalisation                     | Année | Pays                           |
| --------------------------- | ------------------------------- | ----- | ------------------------------ |
| Danse Exquise               | Ulysse Lefort et Martin Wiklund | 2018  | France                         |
| Gâteau Gato                 | Alexandre Dubosc                | 2018  | France                         |
| La Soupe du jour            | Lynn Smith                      | 2013  | Canada                         |
| Futon                       | Yoriko Mizushiri                | 2012  | Japon                          |
| Carcasses et Crustacés      | Zoltán Horváth                  | 1998  | Suisse                         |
| Gourmand                    | Andrew Higgins                  | 1996  | Royaume-Uni                    |
| Dans le cochon tout est bon | Iris Alexandre                  | 2011  | Belgique                       |
| Aux gambettes gourmandes    | Clémence Bouchereau             | 2012  | France                         |
| Share France                | Alexandre Dubosc                | 2016  | France                         |
| Nourriture Jidlo            | Jan Švankmajer                  | 1992  | République tchèque Royaume-Uni |
| Eat                         | Bill Plympton                   | 2001  | États-Unis                     |

### Happiness Machine
| Titre             | Réalisation | Année | Pays                                                 |
| ----------------- | --- | ----- | ---------------------------------------------------- |
| Happiness Machine | Ana Nedeljkovic, Andrea Schneider, Eni Brandner, Joanna Kozuch, Michelle Kranot, Rebecca Bloecher, Samantha Moore, Susi Jirkuff, Vessela Dantcheva et Elizabeth Hobbs | 2019  | Allemagne, Autriche, Danemark, Royaume-Uni et Serbie |

### Hommage à l'animation japonaise
| Titre                                                                                          | Réalisation                       | Année        | Pays                 |
| Anime Tamago                                                                                   | Anime Tamago                      | Anime Tamago | Anime Tamago         |
| ---------------------------------------------------------------------------------------------- | --------------------------------- | ------------ | -------------------- |
| Engimon                                                                                        | Koudai Sato                       | 2018         | Japon                |
| Hello WeGo!                                                                                    | Masuyama Ryouji                   | 2019         | Japon                |
| Chuck Shimezo                                                                                  | Nishiyama Eiichiro                | 2019         | Japon                |
| Atsushi Wada                                                                                   |                                   |              |                      |
| A Clerck in Charge                                                                             | Atsushi Wada                      | 2004         | Japon                |
| Jour de nez Day of Nose                                                                        | Atsushi Wada                      | 2005         | Japon                |
| A Manipuated Man                                                                               | Atsushi Wada                      | 2006         | Japon                |
| Bien, c'est des lunettes Well, That's Glasses                                                  | Atsushi Wada                      | 2007         | Japon                |
| Wakaranai buta                                                                                 | Atsushi Wada                      | 2010         | Japon                |
| Le Mécanisme de printemps Haru no Shikumi                                                      | Atsushi Wada                      | 2010         | Japon                |
| The Great Rabbit                                                                               | Atsushi Wada                      | 2012         | Japon et France      |
| Anomalies                                                                                      | Atsushi Wada                      | 2013         | Japon et Royaume-Uni |
| Autumn from Vivaldi "The Four Seasons"                                                         | Atsushi Wada                      | 2017         | Japon                |
| Commissioned Works                                                                             | Atsushi Wada                      | 2019         | Japon                |
| Kōji Yamamura : Le Mont Chef, et après ?                                                       |                                   |              |                      |
| Le Vieux Crocodile The Old Crocodile                                                           | Kōji Yamamura                     | 2005         | Japon                |
| Fig                                                                                            | Kōji Yamamura                     | 2006         | Japon                |
| Kafka Inaka Isha                                                                               | Kōji Yamamura                     | 2007         | Japon                |
| Une métaphysique de l'enfance Kodomo no keijijogaku                                            | Kōji Yamamura                     | 2007         | Japon                |
| Les Cordes de Muybridge Muybridge's Strings                                                    | Kōji Yamamura                     | 2011         | Canada               |
| Anthologie des grues Tsuru shitae waka kan                                                     | Kōji Yamamura                     | 2012         | Japon                |
| Micro Story: Somewhere New                                                                     | Kōji Yamamura                     | 2012         | Japon                |
| Micro Story: City_Lights_and_Starlight                                                         | Kōji Yamamura                     | 2012         | Japon                |
| Kojiki Hyuga hen                                                                               | Kōji Yamamura                     | 2013         | Japon                |
| five fire fish                                                                                 | Kōji Yamamura                     | 2013         | Japon et Canada      |
| Begone Bell Care                                                                               | Kōji Yamamura                     | 2014         | Japon                |
| Notes de monstrologie Notes on Monstropedia                                                    | Kōji Yamamura                     | 2016         | Japon                |
| Nouvelle vague — Courts métrages                                                               |                                   |              |                      |
| Paradise                                                                                       | Ryo Hirano                        | 2013         | Japon                |
| WAAAH                                                                                          | Sawako Kabuki                     | 2018         | Japon                |
| Rayon ft. Predawn - Waxing Moon                                                                | Tao Tajima                        | 2015         | Japon                |
| Notre chambre Echo Chamber                                                                     | Ryo Orikasa                       | 2016         | Japon                |
| Maku                                                                                           | Yoriko Mizushiri                  | 2014         | Japon                |
| Rabbit's Blood                                                                                 | Sarina Nihei                      | 2017         | Japon et Royaume-Uni |
| Layers Act                                                                                     | Masaya Ishikawa et Shun Abe       | 2018         | Japon                |
| EZ3kiel : L'Œil du cyclone                                                                     | Masanobu Hiraoka                  | 2015         | Japon et France      |
| Unfamiliar Ones                                                                                | Ryoya Usuha                       | 2017         | Japon                |
| Baloney Speaker                                                                                | Atushi Makino                     | 2014         | Japon                |
| Ladybirds Requiem                                                                              | Akino Kondoh                      | 2006         | Japon                |
| Rock'n Roll March                                                                              | Keita Onishi                      | 2019         | Japon                |
| Nouvelle vague — Réalisateurs                                                                  |                                   |              |                      |
| Space Dandy - Le big fish est énorme, baby                                                     | Kiyotaka Oshiyama                 | 2014         | Japon                |
| Banana Fish                                                                                    | Hiroko Utsumi                     | 2018         | Japon                |
| Doragon Pilot Hisone & Masotan                                                                 | Hiroshi Kobayashi                 | 2018         | Japon                |
| Nattes Pigtails                                                                                | Yoshimi Itazu                     | 2015         | Japon                |
| Survol de l’animation japonaise contemporaine                                                  |                                   |              |                      |
| Locomotor                                                                                      | Isaku Kaneko                      | 2019         | Japon                |
| One Day                                                                                        | Moe Koyano                        | 2018         | Japon                |
| Le Bras Kataude                                                                                | Eiichi Yamamoto et Gisaburō Sugii | 2018         | Japon                |
| Pachelbel's Canon                                                                              | Keita Onishi                      | 2018         | Japon                |
| Nocturnal Roadwork                                                                             | Hashiji Misuzu                    | 2019         | Japon                |
| Scripta volant                                                                                 | Ryo Orikasa                       | 2011         | Japon                |
| Down Escalation                                                                                | Shunsaku Hayashi                  | 2018         | Japon                |
| De l’animation de marionnettes, et au-delà : l'œuvre de Tadahito Mochinaga et Tadanari Okamoto |                                   |              |                      |
| La Chasse au tigre de Chibikuro Sambo Chibikuro Sambo no tora taiji                            | Tadahito Mochinaga                | 1956         | Japon                |
| Dix petits Indiens                                                                             | Tadanari Okamoto                  | 1968         | Japon                |
| Chikota, ma promise Jūnin no chiisana indian                                                   | Tadanari Okamoto                  | 1971         | Japon                |
| Chant de décembre 12 gatsu no uta                                                              | Tadanari Okamoto                  | 1971         | Japon                |
| Hymne pour une vie à un mal Namu ichibyō sokusai                                               | Tadanari Okamoto                  | 1973         | Japon                |
| Les voyages forment la miséricorde Tabi wa michizure, yo wa nasake                             | Tadanari Okamoto                  | 1973         | Japon                |
| Le Chant magique du renard Okon jōruri                                                         | Tadanari Okamoto                  | 1982         | Japon                |
| Un drôle de sérum                                                                              | Tadanari Okamoto                  | 1964         | Japon                |
| Home My Home                                                                                   | Tadanari Okamoto                  | 1970         | Japon                |
| Le Singe et le Crabe                                                                           | Tadanari Okamoto                  | 1972         | Japon                |
| L'Arbre du courage                                                                             | Tadanari Okamoto                  | 1972         | Japon                |
| Les Fleurs de froment du Pic-du-Démon                                                          | Tadanari Okamoto                  | 1979         | Japon                |
| Making of de Là-bas, qui est-ce ?                                                              | Tadanari Okamoto                  | 1985         | Japon                |
| Anne… la Maison aux pignons verts                                                              |                                   |              |                      |
| Anne... la Maison aux pignons verts                                                            | Isao Takahata                     | 1989         | Japon                |
| Trésors de l’animation japonaise des origines (1917-1946)                                      |                                   |              |                      |
| The Dull Sword                                                                                 | Junichi Kouchi                    | 1917         | Japon                |
| The Story of Tobacco                                                                           | Noburō Ōfuji                      | 1926         | Japon                |
| Haru no uta                                                                                    | Noburō Ōfuji                      | 1931         | Japon                |
| Manga Kobutori                                                                                 | Yasuji Murata                     | 1929         | Japon                |
| Nonsense Story; Vol.1: The Monkey Island                                                       | Kenzō Masaoka                     | 1930         | Japon                |
| Propagate                                                                                      | Shigeji Ogino                     | 1935         | Japon                |
| Ari-chan                                                                                       | Mitsuyo Seo                       | 1941         | Japon                |
| La Surprise de Fuku-chan Fuku-chan kishu                                                       | Kenzō Masaoka                     | 1942         | Japon                |
| The Spider's Thread                                                                            | Noburō Ōfuji                      | 1946         | Japon                |
| Horus, prince du Soleil                                                                        |                                   |              |                      |
| Horus, prince du Soleil                                                                        | Isao Takahata                     | 1968         | Japon                |

### Le Grand Sommeil
| Titre                                 | Réalisation               | Année | Pays                         |
| ------------------------------------- | ------------------------- | ----- | ---------------------------- |
| Autoroute Autobahn                    | Roger Mainwood            | 1979  | Royaume-Uni                  |
| The Great Cognito                     | Will Vinton               | 1982  | États-Unis                   |
| Anna & Bella                          | Børge Ring                | 1984  | Pays-Bas                     |
| Année Rok                             | Malgorzata Pakalska-Bosek | 2018  | Pologne                      |
| Metalocalypse - The Curse of Dethklok | Jon Schnepp               | 2010  | États-Unis                   |
| The Comic that Frenches Your Mind     | Bruce Bickford            | 2008  | États-Unis                   |
| Attila                                | Bruce Bickford            | 2017  | États-Unis                   |
| Jona/Tomberry                         | Rosto                     | 2005  | Pays-Bas                     |
| Reruns                                | Rosto                     | 2018  | Pays-Bas, France et Belgique |

### Midnight Specials
| Titre | Réalisation                                                                                        | Année | Pays        |
| --- | -------------------------------------------------------------------------------------------------- | ----- | ----------- |
| Aragne: Sign of Vermillion                                                                                 | Saku Sakamoto                                                                                      | 2018  | Japon       |
| Promare | Hiroyuki Imaishi                                                                                   | 2019  | Japon       |
| Spike & Mike Sick and Twisted Festival of Animation                                                        | |       |             |
| Trump Bites (4 shorts)                                                                                     | Bill Plympton                                                                                      | 2018  | États-Unis  |
| Roof Sex                                                                                                   | Adam Pesapane                                                                                      | 2001  | États-Unis  |
| Peck Pocketed                                                                                              | Kevin Herron                                                                                       | 2014  | États-Unis  |
| Capitaine Génial : Le Grondement dans la jungle urbaine Captain Awesome: The Rumble in the Concrete Jungle | Ercan Bozdogan et Mikkel Aabenhuus Sørensen                                                        | 2011  | Danemark    |
| Peep Show                                                                                                  | Rino Stefano Tagliafierro                                                                          | 2016  | Italie      |
| The Two Minute Itch                                                                                        | Eric Favela                                                                                        | 2004  | États-Unis  |
| Eskimo | Alexandre Louvenaz, Yannick Moulin, Alexis Artaud, Romain Teyssoneyre et Maxime Dalbois            | 2007  | France      |
| Dog Pile                                                                                                   | Miles Thompson                                                                                     | 1992  | États-Unis  |
| When Chickens Attack                                                                                       | David Phillips                                                                                     | 2002  | États-Unis  |
| Cox and Combes/Washington                                                                                  | Brad Neely                                                                                         | 2009  | États-Unis  |
| Negative Space                                                                                             | Max Porter et Ru Kuwahata                                                                          | 2017  | France      |
| Touchdown of the Dead                                                                                      | Marc-Antoine Deleplanque, Hubert Seynave et Pierre Mousquet                                        | 2008  | Belgique    |
| Brainless                                                                                                  | Sara Boix Grau                                                                                     | 2015  | Espagne     |
| Grenouille Frog                                                                                            | Christopher Conforti                                                                               | 2004  | États-Unis  |
| Cat's n' Things                                                                                            | Mighty Fudge                                                                                       | 2016  | États-Unis  |
| Boby le zombie                                                                                             | Loïc Guetat                                                                                        | 2007  | France      |
| Tupelo | Bill Plympton                                                                                      | 2017  | États-Unis  |
| The Bookworm                                                                                               | Richard Wiley                                                                                      | 2016  | États-Unis  |
| Empty Roll                                                                                                 | Miles Thompson                                                                                     | 2002  | États-Unis  |
| Key Lime Pie                                                                                               | Trevor Jimenez                                                                                     | 2007  | Canada      |
| Remote | Andrew Lavery et Mathew Rees                                                                       | 2015  | Royaume-Uni |
| Slug Invasion                                                                                              | Morten Helgeland                                                                                   | 2012  | Danemark    |
| Beyond Grandpa                                                                                             | Breehn John Burns et Jason Johnson                                                                 | 1998  | États-Unis  |
| Sex and Violence 3                                                                                         | Bill Plympton                                                                                      | 1997  | États-Unis  |
| Happy Tree Friends - A to Zoo                                                                              | Kevin Navarro                                                                                      | 2004  | États-Unis  |
| Quiet Log Time                                                                                             | Breehn John Burns                                                                                  | 2005  | États-Unis  |
| WTF2019 | |       |             |
| We Are Future Shock                                                                                        | Zohar Dvir                                                                                         | 2019  | Royaume-Uni |
| Boilermaker                                                                                                | Risto Kütt                                                                                         | 2018  | Estonie     |
| Lust of Hunt                                                                                               | Monta Andzejevska                                                                                  | 2018  | Lettonie    |
| Orpheus | Priit Tender                                                                                       | 2019  | Estonie     |
| Développement personnel                                                                                    | Rémy Petit                                                                                         | 2018  | France      |
| Gokiburi Taisou                                                                                            | Sawako Kabuki                                                                                      | 2018  | États-Unis  |
| Nudge | Ben Couzens                                                                                        | 2018  | Royaume-Uni |
| Wild Love                                                                                                  | Paul Autric, Quentin Camus Durand, Léa Georges, Maryka Laudet, Zoé Sottiaux et Corentin Yvergniaux | 2018  | France      |
| Baby Baby                                                                                                  | Nikhil Markale et Aggelos Papantoniou                                                              | 2019  | Australie   |
| Ça mouille                                                                                                 | Nan Huang et Alexis Godard                                                                         | 2018  | France      |
| Protocorba                                                                                                 | Kirill Khachaturov                                                                                 | 2019  | Russie      |
| Pink Phantom                                                                                               | Turun Anikistit                                                                                    | 2019  | Finlande    |
| Dog-Eat-Dog                                                                                                | Arnaldo Galvão                                                                                     | 2019  | Brésil      |
| Virgin Wind                                                                                                | Aleksandr Sasha Svirsky                                                                            | 2018  | Russie      |
| Tom Has a Plant                                                                                            | Thinh Duc Nguyen                                                                                   | 2019  | Danemark    |
| I Have Problems                                                                                            | Zsuzsanna Debreczeni                                                                               | 2018  | Hongrie     |
| GoodLuckYonpey                                                                                             | Shota Shimizu                                                                                      | 2018  | Japon       |

## Palmarès

### Courts métrages
| Prix                                        | Attribué à                                                                                       | Pays                       |
| ------------------------------------------- | ------------------------------------------------------------------------------------------------ | -------------------------- |
| Cristal d'Annecy                            | Mémorable de Bruno Collet                                                                        | France                     |
| Prix du jury                                | Oncle Thomas : La Comptabilité des jours (Tio Tomas - A contabilidade dos dias) de Regina Pessoa | Canada, France et Portugal |
| Prix Jean-Luc Xiberras de la première œuvre | La Pluie (Deszcz) de Piotr Milczarek                                                             | Pologne                    |
| Prix Sacem de la musique originale          | Oncle Thomas : La Comptabilité des jours (Tio Tomas - A contabilidade dos dias) de Regina Pessoa | Canada, France et Portugal |
| Prix du jury junior                         | Mémorable de Bruno Collet                                                                        | France                     |
| Prix Jeune public                           | Le Cerf-volant (Sarkan) de Martin Smatana                                                        | République tchèque         |
| Mention du jury                             | Pulsión de Pedro Casavecchia                                                                     | Argentine                  |
| Mention du jury                             | My Generation de Ludovic Houplain                                                                | France                     |
| Prix du public                              | Mémorable de Bruno Collet                                                                        | France                     |
| Prix du film Off-Limits                     | Dont Know What de Thomas Renoldner                                                               | Autriche                   |

### Longs métrages
| Prix                    | Attribué à                                                                        | Pays                |
| ----------------------- | --------------------------------------------------------------------------------- | ------------------- |
| Cristal du long métrage | J'ai perdu mon corps de Jérémy Clapin                                             | France              |
| Mention du jury         | Buñuel après l'âge d'or (Buñuel en el laberinto de las tortugas) de Salvador Simó | Espagne et Pays-Bas |
| Prix du public          | J'ai perdu mon corps de Jérémy Clapin                                             | France              |
| Prix Contrechamp        | Ailleurs (Away Projām) de Gints Zilbalodis                                        | Lettonie            |
| Prix du jury junior     | J'ai perdu mon corps de Jérémy Clapin                                             | France              |

### Films de télévision et de commande
| Prix                                  | Attribué à                                                                 | Pays                    |
| ------------------------------------- | -------------------------------------------------------------------------- | ----------------------- |
| Cristal pour une production TV        | Panique au village - La Foire agricole de Vincent Patar et Stéphane Aubier | Belgique                |
| Cristal pour un film de commande      | TED-Ed - Accents de Robertino Zambrano                                     | Australie et États-Unis |
| Prix du jury pour une série TV        | Le Parfum d'Irak - Le Cowboy de Fallujah de Léonard Cohen                  | France                  |
| Prix du jury pour un spécial TV       | La Vie de château de Clémence Madeleine-Perdrillat et Nathaniel H'Limi     | France                  |
| Prix du jury pour un film de commande | #TakeOnHistory - Wimbledon de Smith & Foulkes                              | Royaume-Uni             |

### Films de fin d'études
| Prix                            | Attribué à                                      | Pays               |
| ------------------------------- | ----------------------------------------------- | ------------------ |
| Cristal du film de fin d'études | Dcera de Daria Kashcheeva                       | République tchèque |
| Prix du jury junior             | Dcera de Daria Kashcheeva                       | République tchèque |
| Prix du jury                    | Rules of Play de Merlin Flügel                  | Allemagne          |
| Mention du jury                 | These Things in My Head - Side A de Luke Bourne | Royaume-Uni        |

### VR
| Prix                             | Attribué à                                        | Pays                |
| -------------------------------- | ------------------------------------------------- | ------------------- |
| Cristal de la meilleure œuvre VR | Gloomy Eyes de Jorge Tereso et Fernando Maldonado | Argentine et France |

### Autres prix
| Prix                                                            | Attribué à                                                                  | Pays                        |
| --------------------------------------------------------------- | --------------------------------------------------------------------------- | --------------------------- |
| Cristal d'honneur                                               | Jean-François Laguionie                                                     | France                      |
| Prix Fipresci                                                   | Têtard de Jean-Claude Rozec                                                 | France                      |
| Prix Canal+ Jeune public                                        | Grand Loup et Petit Loup de Rémi Durin                                      | France                      |
| Prix André Martin pour un court métrage français                | Mon juke-box de Florentine Grelier                                          | France                      |
| Prix André Martin pour un long métrage français                 | Le Procès contre Mandela et les autres de Nicolas Champeaux et Gilles Porte | France                      |
| Mention André Martin pour un court métrage français             | Flow de Adriaan Lokman                                                      | France et Pays-Bas          |
| Prix Aide Fondation Gan à la diffusion pour un Work in Progress | Josep d'Aurel                                                               | France, Belgique et Espagne |
| Prix Festivals Connexion                                        | Fille dans le couloir (Girl in the Hallway) de Valerie Barnhart             | Canada                      |
| Prix de la Ville d'Annecy                                       | Son of the Sea de Abbas Jalali Yekta                                        | Iran                        |
| Prix Vimeo Staff Pick                                           | A Year Along the Geostationary Orbit de Felix Dierich                       | Allemagne                   |